# Специализированный рынок
Специализированный (нишевый) рынок — это подмножество рынка, на котором сосредоточен определенный продукт. Ниша рынка определяет характеристики продукта, нацеленные на удовлетворение определенных потребностей рынка, диапазон цен, качество производства и демографию. Другими словами специализированный рынок — это небольшой сегмент всего рынка. 
Любой продукт может быть определен нишей рынка, к которому он относится. Нишевый рынок является узкоспециализированным, обычно стремящийся выживать в среде жесткой конкуренции со стороны многочисленных компаний-гигантов. Даже крупные компании создают продукты для различных ниш, например, Hewlett Packard производит технику для печати, просмотра и отправления факсом файлов, предназначенного для ниши домашнего офиса, одновременно производя технику с определенными функциями из перечисленного для крупных корпораций.
На практике вендоров и торговые компании обычно называют «господствующими» или «нишевыми поставщиками» специализированного рынка. Маленькие поставщики обычно выбирают специализированный рынок с узкой демографией, в качестве меры увеличения их преимуществ в сфере финансовой выгоды.
Качество конечного продукта не зависит от ценовой эластичности спроса, но зависит от определенных потребностей клиентов, на удовлетворение которых нацелен продукт, в некоторых случаях, также играет роль аспект узнаваемости бренда (престиж, экономия денег, ценообразование, отношение фирмы к экологии или их социальное положение).

## Нишевая Аудитория
Технологии производства и множество промышленных методов изменились с приходом цифровой эры. Новый всплеск направленный на нишевую аудиторию заключается в том, что у людей появилось больше контроля над тем, какую информацию они получают в сети. Последнее время очень сложно найти площадку для рекламы на целевую аудиторию, кроме пожалуй таких больших событий как American Idol, Super Bowl и олимпийские игры. Тем не менее, сетевики действительно нацелены на определенную демографию. Например, целевая аудитория Lifetime — женщины, а MTV предназначается для молодежи. В данном контексте компании пытаются найти новые способы прибыли посредством нового планирования, рекламы в новых шоу и полагаются на объединения таргетовых групп в синдикаты. Такая практика «узкой рассылки» позволяет рекламодателям находить более правильную аудиторию для своих рекламных акций.
В индустрии моды растет тенденция встраивания магазина в магазине, где магазины с большей узнаваемостью помогают нишевым брендам привлечь внимание новой аудитории к своей продукции.

## Нишевый онлайн маркетинг
Зачастую используемые методы специалистами по партнерскому маркетингу основаны на мировой сети включают в себя нишевые сегменты более крупных рынков. Нишевые веб-сайты могут быть разработаны и продвинуты быстрее стандартных, и служат исключительно определенной клиентской базе, предоставляя компании небольшой, но потенциально непрерывный источник дохода. Пример небольшого нишевого веб-сайта — SewingSpot. Более расширенной нише сложнее реализовать себя на рынке, так как расход рекламы в сети увеличивается согласно популярности используемых «ключевых слов» в поисковых системах (пример: Adwords и YouTube).
Некоторые ниши могут быть перенасыщены специалистами по маркетингу, повышая конкуренцию и таким образом уменьшая часть общей доли рынка, доступной каждому из конкурентов. Одно из решений состоит в поисках небольшой, «неизведанной», но все еще прибыльной ниши. Механизм выполнения заключается в подборе самых ходовых фраз («ключевых слов») для поиска в сети. Такие ключевые слова являются более дешевыми и называются «ключевыми фразами», которые интернет пользователи в основном используют вместе с главными ключевыми словами при поиске товаров. Некоторые ключевые фразы составлены некорректно, и могут ежемесячно не иметь переходов по ссылкам в сети, ключ к успеху — правильное составление ключевых фраз.
Другая основная причина для сопоставления компании с определенной нишей состоит в возможности стать ключевым игроком данной отрасли. Работая в определенном сегменте изо дня в день, компания становится лидером отрасли. Нужно обязательно развиваться в сегменте, наводить связи с определенными «ключевыми» группами людей для внедрения своей компании в любую отрасль.